# Dreiflüssestadion
Das Dreiflüssestadion ist ein Fußballstadion mit Leichtathletikanlage in Passau, Regierungsbezirk Niederbayern. Es hat ein Fassungsvermögen von 6.000 Zuschauern. Auf der überdachten Sitzplatztribüne haben 1.100 Zuschauer Platz. Der 1. FC Passau nutzt das Dreiflüssestadion für seine Heimspiele.

## Geschichte
Eröffnet wurde das Stadion 1969, doch bereits 1968 fanden hier die Niederbayerische Jugendspiele statt. Das Festwochenende zur offiziellen Einweihung am 19. und 20. Juli 1969 umfasste u. a. einen Sechs-Städte-Kampf der Leichtathleten und ein Freundschaftsspiel zwischen dem 1. FC Passau und dem damaligen Regionalligisten 1. FC Schweinfurt 05.
Ein erstes Highlight im Dreiflüssestadion war am 19. April 1970 der 2:1-Sieg der deutschen Jugend-Nationalmannschaft (mit u. a. Paul Breitner, Uli Hoeneß und Rainer Bonhof) über die Tschechoslowakische Fußballnationalmannschaft. Das Spiel wurde von 14.000 Zuschauern besucht.
Wichtigstes Ereignis in der Geschichte der Spielstätte war das olympische Fußballturnier 1972. Im Dreiflüssestadion wurden vier Vorrunden- und zwei Zwischenrundenspiele ausgetragen, darunter zwei Spiele der DDR sowie ein Spiel der bundesdeutschen Auswahl.
1991 wurde hier das Finale des Fuji-Cups zwischen Borussia Dortmund und Werder Bremen ausgetragen.
In der jüngeren Vergangenheit wurden oft U-21- sowie Frauenländerspiele in ihm abgehalten. 2002 bestritt der 1. FC Passau ein Benefizspiel gegen den FC Bayern München zugunsten der Passauer Fluthilfe. Der FC Bayern besiegte den damaligen Landesligisten vor über 10.000 Zuschauern mit 5:0. Am 23. Juli 2011 spielten abermals die Münchener Bayern im Rahmen der Aktion Traumspiel in Passau gegen die beiden Fanclubs Mia san mia aus Passau und Red Bulls aus Taubenbach. Der Endstand lautete 16:2 für den FC Bayern vor einer Kulisse von 19.000 Zuschauern.
Das Dreiflüssestadion war vor 2015 auf dem 56. Platz der größten Stadien in Deutschland und auf dem 6. Platz bayernweit. Die Stadionkapazität von 20.000 Zuschauern wurde 2015 zunächst auf 12.000 reduziert, da die Stehplatztribüne der Nordkurve abgerissen wurde. Sie war stark baufällig geworden, eine Sanierung war wirtschaftlich nicht tragbar. Eine weitere Verkleinerung der Stadionarchitektur gab es 2016; nach dem Abriss der Südtribüne bietet das Dreiflüssestadion noch 6.000 Zuschauern Platz.